# Colletosporium umbrinum
Colletosporium umbrinum är en svampart som beskrevs av Link 1824. Colletosporium umbrinum ingår i släktet Colletosporium, divisionen sporsäcksvampar och riket svampar.   Inga underarter finns listade i Catalogue of Life.